# Carcelia candens
Carcelia candens är en tvåvingeart som beskrevs av Cantrell 1985. Carcelia candens ingår i släktet Carcelia och familjen parasitflugor. Inga underarter finns listade i Catalogue of Life.